# Pseudomicrocentria
Pseudomicrocentria là một chi nhện trong họ Linyphiidae.